# Gintaras Jasinskas
Gintaras Jasinskas (* 28. Januar 1968 in Marijampolė; † September 2024) war ein litauischer Biathlet.

## Sportliche Laufbahn
Gintaras Jasinskas betrieb seit 1985 Biathlon. Sein erstes internationales Großereignis waren die Olympischen Winterspiele 1992 von Albertville, wo der Litauer 19. im Einzel und 64. im Sprint wurde. Der 19. Rang war zugleich Jasinskas’ erster und einziger Punktegewinn im Biathlon-Weltcup. 1994 trat er erneut bei Olympischen Spielen an und erreichte die Ränge 58 im Einzel und 55 im Sprint. Letztes Großereignis waren die Biathlon-Weltmeisterschaften 1995 in Antholz, wo er auf die Plätze 39 im Einzel, 40 im Sprint und gemeinsam mit Leonidas Nikitinas, Liutauras Barila und Ričardas Griaznovas auf Rang 21 mit der Staffel kam. Seine letzte Weltcuprennen bestritt Jasinskas 1996.

## Biathlon-Weltcup-Platzierungen
Die Tabelle zeigt alle Platzierungen (je nach Austragungsjahr einschließlich Olympische Spiele und Weltmeisterschaften).
- 1.–3. Platz: Anzahl der Podiumsplatzierungen
- Top 10: Anzahl der Platzierungen unter den ersten zehn (einschließlich Podium)
- Punkteränge: Anzahl der Platzierungen innerhalb der Punkteränge (einschließlich Podium und Top 10)
- Starts: Anzahl gelaufener Rennen in der jeweiligen Disziplin

| Platzierung                                | Einzel | Sprint | Verfolgung | Massenstart | Staffel | Gesamt |
| ------------------------------------------ | ------ | ------ | ---------- | ----------- | ------- | ------ |
| 1. Platz                                   |        |        |            |             |         |        |
| 2. Platz                                   |        |        |            |             |         |        |
| 3. Platz                                   |        |        |            |             |         |        |
| Top 10                                     |        |        |            |             |         |        |
| Punkteränge                                | 1      |        |            |             | 1       | 2      |
| Starts                                     | 10     | 14     |            |             | 1       | 25     |
| Stand: Daten wahrscheinlich nicht komplett |        |        |            |             |         |        |